# Mesure du flux de chaleur d'isolation thermique
 (avril 2019).

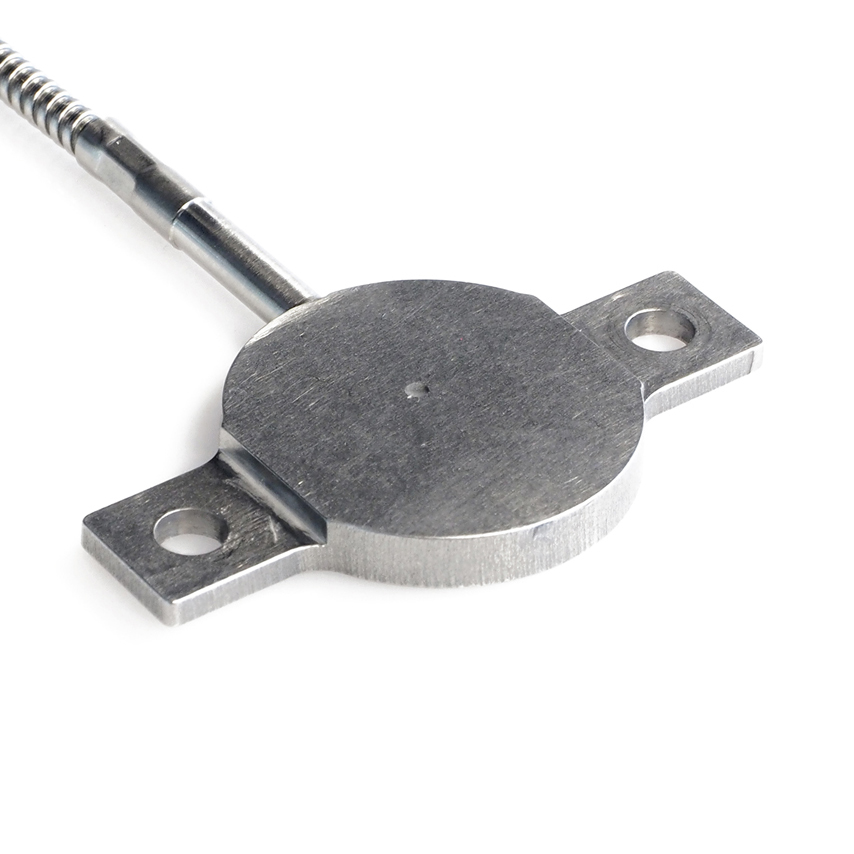
Le flux de chaleur capteur selon la norme ASTM C1041-10 Norme de Pratique pour effectuer des Mesures In Situ du Flux de Chaleur, la photo montre le modèle IHF01

Les mesures de flux thermiques d'isolation thermique sont appliquées dans des environnements de laboratoire et industriels pour obtenir des mesures de référence des propriétés thermiques d'un matériau isolant.  
L'isolation thermique est testée à l'aide de techniques de test non destructives reposant sur des capteurs de flux de chaleur. Les procédures et exigences pour les mesures sont normalisées dans la norme ASTM C1041 : Standard Practice for In-Situ Measurements of Heat Flux in Industrial Thermal Insulation Using Heat Flux Transducers.

## Méthodes sur site

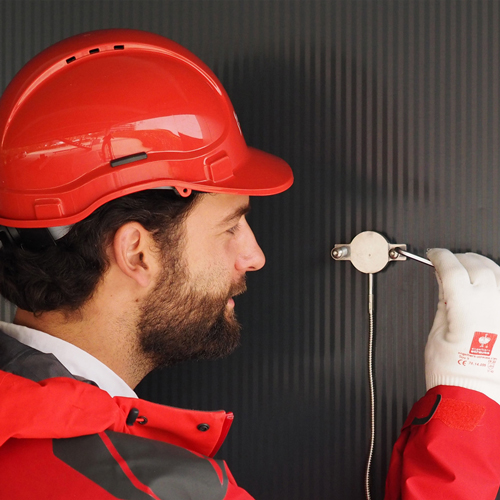
Mesure d'isolation thermique in situ selon ASTM C0141, application d'un capteur de flux de chaleur à la paroi d'une chaudière

Les mesures de flux de chaleur sur site consistent souvent à tester les propriétés de transport thermique de tuyaux, réservoirs, fours et chaudières, par exemple, en calculant le flux de chaleur q ou la conductivité thermique apparente {\displaystyle \lambda }. Le gain ou la perte d'énergie en temps réel est mesuré dans des conditions de pseudo état stationnaire avec une perturbation minimale provoquée par un transducteur de flux de chaleur (HFT en anglais).  Cette méthode sur site concerne uniquement les surfaces planes (sans tuyaux). 

### Procédure de mesure
- Position du HFT : 
  - Le capteur doit être placé sur une zone d’isolation qui représente le système dans son ensemble. Par exemple, il ne doit pas être placé à proximité d'une entrée ou d'une sortie d'une chaudière ou à proximité d'un élément chauffant.
  - Protégez le capteur contre d'autres sources de flux de chaleur qui ne sont pas pertinentes pour la mesure, par exemple le rayonnement solaire.
  - Assurez-vous que le HFT est connecté à la surface isolante via une pâte thermique ou un autre matériau conducteur. L'émittance du HFT doit correspondre à l'émittance de la surface aussi près que possible.  De l'air ou un autre matériau entre le capteur et la surface de mesure peut entraîner des erreurs de mesure.
- Pré-mesures : 
  - Mesurer l'épaisseur du matériau isolant au millimètre près.
  - Noter les conditions météorologiques ambiantes si nécessaire. L'humidité, le mouvement de l'air et les précipitations peuvent être intéressantes pour l'interprétation des résultats.
  - Mesurez la température de la surface isolante à proximité du capteur et la température à l'intérieur du matériau isolant, c'est-à-dire la surface du processus.

Après une application réussie de ces préparatifs, connectez le capteur à un enregistreur de données ou à un voltmètre à intégration et attendez que le pseudo état stationnaire soit atteint. Il est conseillé de faire la moyenne des lectures sur une courte période lorsque l'état d'équilibre est atteint.  Cette mesure de tension est la mesure finale, mais pour une bonne mesure, ces étapes doivent être appliquées à plusieurs endroits pertinents de l'isolant. 

### Calcul et précision
{\displaystyle q={\frac {V}{S}}}
V est la tension mesurée par le HFT (mesurée en volts , V)
S est la sensibilité du HFT (mesurée en volts watts par mètre carré {\displaystyle {\frac {Vm^{2}}{W}}}  )
La conductivité thermique apparente peut être calculée à partir de : 
{\displaystyle \lambda ={\frac {qD}{t_{1}-t_{2}}}}
q est le flux thermique calculé à partir du HFT (mesuré en watts par mètre carré, {\displaystyle {\frac {Vm^{2}}{W}}})
D est l'épaisseur du matériau isolant (mesurée en millimètres, mm)
{\displaystyle t_{1}} la température de la surface de traitement, l'intérieur du matériau
{\displaystyle t_{2}} la température de la surface près du HFT, l'extérieur du matériau
L'interprétation et la précision des résultats dépendent de la section de mesure, du choix de HFT et des conditions externes.  La bonne sonde de flux de chaleur et la bonne section d’essai de mesure sont importantes pour une bonne mesure in situ et doivent être basées sur les recommandations du fabricant, l’expérience  et une attention particulière portée à la zone d’essai. 

## Normes
ASTM C0141: Pratique standard pour les mesures in situ du flux thermique dans les isolants thermiques industriels utilisant des transducteurs de flux thermiques 

## Voir également
- Résistance thermique(isolation)